# Arthur Laffer

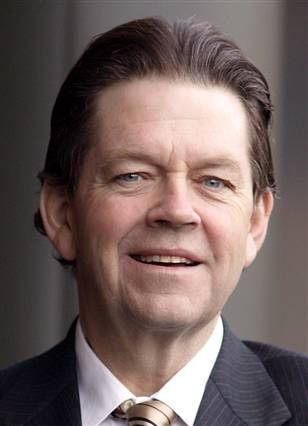
Arthur Laffer in 2010

Arthur Betz Laffer (14 augustus 1940), is een Amerikaans supply-side econoom die naam maakte tijdens de regeerperiode van Ronald Reagan als een lid van de Economic Policy Advisory Board (1981-1989). Supply-siders zijn van mening dat het de taak van de overheid is om een omgeving te creëren waarin vrij ondernemerschap en concurrentie kunnen floreren. 
Het beste is hij bekend als de uitvinder van de Lafferkromme. Het verhaal gaat dat hij deze curve getekend zou hebben op een servet in een bar in Washington. In deze curve liet hij zien dat tot op een bepaald punt verhoogde belastingen zouden leiden tot verhoogde inkomsten voor de staat. Eens dit punt bereikt zou een verdere verhoging in belastingen leiden tot een daling van de belastinginkomsten van een staat. Dit komt doordat men de prikkel tot werk en productie gaat verminderen en dat er een toename komt in de belastingontduiking.
- Bibsys: 90169117
- Bibliothèque nationale de France: cb123057123 (data)
- CiNii: DA0309299X
- Gemeinsame Normdatei: 170105628
- International Standard Name Identifier: 0000 0001 1560 1149
- Library of Congress Control Number: n79079003
- Mathematics Genealogy Project: 226181
- Bibliotheek van het Japanse parlement: 01170879
- Nationale Bibliotheek van Tsjechië: vse2014826853
- Nationale Bibliotheek van Israël: 987007264011505171
- Nederlandse Thesaurus van Auteursnamen: 068687389
- Réseau des bibliothèques de Suisse occidentale: 02-A003488665
- SNAC: w6wd5g0q
- Système universitaire de documentation: 031932800
- Virtual International Authority File: 12374881
- WorldCat: E39PBJr7WDBdGxMw683xjxWhpP